# Gentilino
Gentilino  är en ort i kommunen Collina d'Oro i kantonen Ticino, Schweiz. 
Gentilino var tidigare en självständig kommun, men 4 april 2004 blev Gentilino en del av nybildade kommunen Collina d'Oro.
Författaren Hermann Hesse bodde många år i grannorten Montagnola och hans grav finns vid Sant'Abbondio-kyrkan i Gentilino.